# Tanga (Tanzanie)
Pour les articles homonymes, voir Tanga.
Tanga est une ville portuaire de Tanzanie et la capitale de la région de Tanga.

## Géographie
Elle est située sur la côte de l'océan Indien, près de la frontière avec le Kenya. Lors du recensement de 2002 sa population s'élevait à 243 580 habitants.

## Toponyme
Le mot Tanga signifie dans plusieurs des langues locales, comme le sambaa, le bondei et le zigua : « ferme » ou « terres cultivées ».
Tanga a donné son nom au Tanganyika, le territoire qui, en s'unissant en 1964 à Zanzibar, forme la Tanzanie actuelle.

## Histoire
Au Ier siècle, l'explorateur grec Diogène décrit, dans son récit Voyage en Afrique orientale une ville qu'il dénomme « Rhapta » et dont la description géographique pourrait correspondre à celle de Tanga. Cette mention est reprise par Ptolémée ainsi que dans le Périple de la mer Érythrée (anonyme, Ier siècle).
Tanga était, en 1889, un poste militaire de l'Afrique orientale allemande et devint un bureau de district deux ans plus tard. L'économie locale reposait sur la culture du sisal, introduite dans la région quelques années auparavant, et la population dans la région connut une croissance rapide. La ville devint également le terminus de la ligne de chemin de fer d'Usambara, qui conduisait jusqu'à Moshi, au pied du Kilimandjaro.
Comme ville côtière la plus proche du Kenya, Tanga était sur la ligne de front dès le début de la Première Guerre mondiale. Un débarquement britannique fut repoussé le 4 novembre 1914 au cours de la bataille de Tanga. La ville ne tomba que le 7 juillet 1916.
Depuis le 1er juillet 2005, Tanga est l’une des trois municipalités à avoir le statut administratif de ville, les deux autres étant Arusha et Mbeya.

## Population

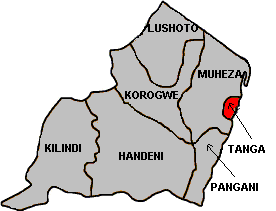
Carte de la région de Tanga.

Avec une population de 243 580 habitants en 2002, Tanga est l'une des plus vastes cités du pays. Avec un nombre d’habitants comparable à Arusha ou Moshi, la ville est cependant beaucoup plus paisible.

## Jumelage
- Eckernförde (Allemagne) depuis 1963[1].

## Économie
La ville de Tanga fait face à l'océan Indien, et se situe non loin de la frontière avec le Kenya. Les produits d’exportation qui transitent par Tanga sont le sisal, le café, le thé et le coton. Tanga est également un important nœud ferroviaire, reliant l’essentiel du nord de la Tanzanie à la mer. Via les lignes Link et centrale de la compagnie d’État Tanzania Railways Corporation, Tanga est reliée à la région des Grands Lacs et à la capitale économique du pays, Dar es Salam.
Le port et les quartiers alentour sont le centre de la vie à Tanga, où se concentrent les hôtels, les bars et les seuls immeubles à compter plus de huit étages. Tanga s’étale sur plusieurs kilomètres carrés dans l’arrière pays et compte de nombreux marchés dans ses faubourgs.

## Annexes

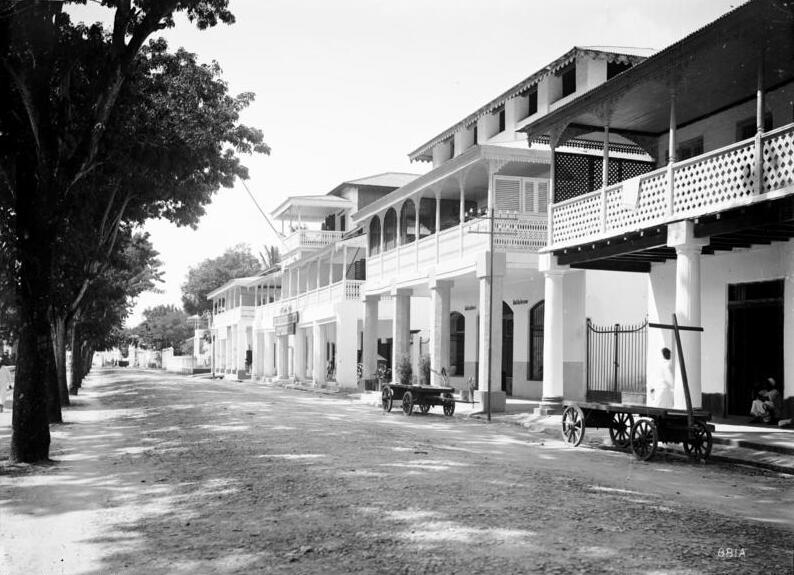
Vue de la Kaiserstraße au début du XXe siècle, du temps de l'Afrique orientale allemande.

### Source et références
1. ↑  « Städtepartnerschaten Eckernfördes » Site web de la ville d'Eckernförde, consulté le 6 novembre 2016.

- (en) Cet article est partiellement ou en totalité issu de l’article de Wikipédia en anglais intitulé « Tanga, Tanzania » (voir la liste des auteurs).